# アレクサンダー・ヘル
アレクサンダー・ヘル（Alexander Herr、1978年10月4日 - ）は、ドイツ、バーデン＝ヴュルテンベルク州フルトヴァンゲン出身の元スキージャンプ選手。

## プロフィール
4歳の時スキージャンプを始める。14歳で出場した1993年のノルディックスキージュニア世界選手権で個人、団体ともに銅メダルを獲得、1994年12月10日のプラニツァでスキージャンプ・ワールドカップにデビュー、26位となった。
1995年と1996年のノルディックスキージュニア選手権で2年連続団体戦金メダルを獲得したがその後なかなか好成績を残せずにいた。
1997-1998シーズンのスキージャンプ・コンチネンタルカップで総合優勝したが1999年、左膝の靭帯を断裂する大けがを負った。
1999-2000シーズンにはすぐ競技に復帰、2001年ノルディックスキー世界選手権代表となりラージヒル団体金メダル、ノーマルヒル団体銅メダルを獲得、ラージヒル個人7位、ノーマルヒル個人16位となった。
2006年のスキーフライング世界選手権団体戦で銅メダルを獲得、同年のトリノオリンピックではノーマルヒルで21位となった。
翌2006-2007シーズンからスウェーデンのナショナルチームに参加すべくスウェーデンの国籍を申請したが結局取得できず、また母がポーランド出身であることからポーランド国籍の取得も検討した。結局2007年7月17日に現役引退を発表した。
2008年からブンデスリーガ女子SCフライブルクの陸上トレーニングコーチを務めていたが、2009年6月、翌年のバンクーバーオリンピックを目指して現役に復帰した が、8月のFISカップでは39位、42位と振るわなかった。